# The Simpsons (2.ª temporada)
A segunda temporada de The Simpsons foi emitida entre 11 de outubro de 1990 e 9 de maio de 1991, contendo 22 episódios, e começando com o episódio "Bart Gets an F". "Blood Feud" foi transmitido durante o Verão, após o final oficial da temporada. Os produtores executivos foram Matt Groening, James L. Brooks, e Sam Simon, que também tinham sido produtores da temporada anterior.
A BOX da segunda temporada foi lançada em 6 de agosto de 2002 na Região 1, em 8 de Julho de 2002 na Região 2, e em setembro do mesmo ano na Região 4.
O episódio "Homer vs. Lisa and the 8th Commandment" ganhou um Emmy na categoria "Melhor Programa de Animação" (menos de uma hora), e foi também nomeado na categoria "Melhor Mixagem de Som Para uma Série de Comédia ou Especial".

## Desenvolvimento
"Two Cars in Every Garage and Three Eyes on Every Fish" foi o primeiro episódio produzido para a temporada, mas "Bart Gets an F" foi transmitido primeiro pelo fato de Bart ser bastante popular naquela época, e os produtores queriam estrear com um episódio relacionado a ele. A segunda temporada estreou a nova abertura da série, que foi encurtada quinze segundos em relação a sua duração original, que era de 1 minuto e 30 segundos. A abertura da primeira temporada mostrava Bart roubando um sinal de parada de ônibus; a nova abertura mostrava ele andando de skate e passando por vários personagens que já haviam sido apresentados durante a temporada anterior. Na segunda temporada houve três versões diferentes da abertura: uma versão mais longa, de 1 minuto e 15 segundos, uma versão de 45 segundos e uma de 25 segundos, o que deu aos editores do programa uma maior margem de manobra.
Foi nesta temporada que se estrearam vários personagens habituais: Prefeito Quimby, Kang e Kodos, Maude Flanders, Bill e Marty, Dr. Hibbert, Roger Meyer, Sideshow Mel, Lionel Hutz, Dr. Nick Riviera, Advogado de Cabelo Azul, Rainer Wolfcastle, Troy McClure, Zelador Willie, Hans Moleman, Professor Frink e Comic Book Guy.
O episódio Two Cars in Every Garage and Three Eyes on Every Fish foi o primeiro da série a ser classificado como inadequado para menores de 14 anos.

## Recepção

### Audiência
Devido ao sucesso da série, durante o verão de 1990, a FOX decidiu mudar o horário de exibição de The Simpsons, na esperança de conseguir maiores audiências para as séries Beverly Hills, 90210 e Babes, que sucediam ao programa. A série seria mudada do horário das oito horas de domingo para o mesmo horário às quintas, competindo diretamente com The Cosby Show, da NBC, o programa mais assitido da temporada televisiva daquela época. Muitos dos produtores, incluindo James L. Brooks, eram contra a mudança de horário, pois o programa estava entre os 10 mais assistidos sendo transmitido aos domingos, e eles acharam que a mudança iria fazer com que a audiência do programa dimiuísse. Durante todo o verão de 1990, foram publicadas várias estórias sobre a suposta rivalidade "Bill vs. Bart" (Bill de Bill Cosby, protagonista da série concorrente). Na altura, a NBC tinha 208 emissoras afiliadas, enquanto que a FOX tinha apenas 133. "Bart Gets an F" foi o primeiro episódio a ser emitido contra The Cosby Show, e teve uma média de 18,4 pontos de audiência e 29% de share (participação de público). Nas médias semanais, perdia por pouco para The Cosby Show, que tinha 18,5 pontos. No entanto, aproximadamente 33,6 milhões de telespectadores assistiram o episódio, tornando-se o programa mais assitido em número total de espectadores, sendo também o episódio mais assistido na história da FOX. Na semana seguinte, "Simpson and Delilah" registrou 16,2 pontos de audiência e 25% de share, enquanto Cosby Show continuou mantendo seus 18,5 pontos. Mas, em número de espectadores, The Simpsons ganhou de novo com 29,9 milhões. Já na outra semana, "Treehouse of Horror" decaiu nas audiências, terminando em vigésimo quarto lugar. Segundo dados oficiais, os novos episódios de The Cosby Show venceram sempre The Simpsons durante a segunda temporada, e a série deixou de estar entre as dez mais assistidas. "Three Men and a Comic Book" foi a única exceção, terminando em vigésimo terceiro nas médias semanais, enquanto que a reprise de Cosby terminou em vigésimo sexto. No final da temporada, Cosby sagrou-se como o quinto programa mais visto da televisão enquanto The Simpsons ficou em 38º. A série só superaria The Cosby Show em audiência na terceira temporada, com o episódio "Homer at the Bat". O programa permaneceu às quintas até à sexta temporada.

## Lista de episódios
| № | №  | Título                                                  | Direção                                  | Roteiro                                                                       | Exibição original       | Código de produção | Audiência (em milhões) |
| --- | -- | ------------------------------------------------------- | ---------------------------------------- | ----------------------------------------------------------------------------- | ----------------------- | ------------------ | ---------------------- |
| 14 | 1  | "Bart Gets an F"                                        | David Silverman                          | David M. Stern                                                                | 11 de outubro de 1990   | 7F03               | 33,6                   |
| Bart tira uma nota baixa em uma prova e o psicólogo da escola diz que ele tem mais uma chance; se repetir o resultado negativo volta para a terceira série. Bart tenta fazer com que gênio da turma, Martin Prince, o ajude, mas não dá certo e Bart reza pedindo por ajuda. Nessa noite, Springfield é atingida com um grande nevão e a escola é fechada, dando a Bart mais um dia para estudar. Apesar de ter estudado muito, Bart tira uma nota baixa de novo. Enquanto se lamenta, ele menciona um obscuro evento histórico e a Sra. Krabappel, reparando que ele aplicou conhecimentos práticos, o passa de ano. Convidada: Marcia Wallace. |    |                                                         |                                          |                                                                               |                         |                    |                        |
| 15 | 2  | "Simpson and Delilah"                                   | Rich Moore                               | Jon Vitti                                                                     | 18 de outubro de 1990   | 7F02               | 29,9                   |
| Homer descobre uma nova fórmula milagrosa de crescimento de cabelo chamada Dimoxinil, e falsifica alguns formulários de segurança para que possa comprar o produto. O cabelo de Homer cresce durante a noite e ele é promovido na Usina Nuclear de Springfield. Ganha um novo secretário chamado Karl, que o ajuda a ter sucesso. No entanto, o assistente do Sr. Burns, Waylon Smithers, fica com inveja de toda a atenção que Homer está recebendo do Sr. Burns e descobre que ele falsificou seus formulários de segurança. Smithers tenta demitir Homer, mas Karl diz que foi ele quem falsificou os formulários e é demitido no lugar de Homer. Bart entorna o restante da garrafa de Dimoxinil e Homer perde todo seu cabelo. Como resultado, é mandado de volta para sua antiga função. Convidado: Harvey Fierstein. |    |                                                         |                                          |                                                                               |                         |                    |                        |
| 16 | 3  | "Treehouse of Horror"                                   | Wes Archer, Rich Moore e David Silverman | Jay Kogen, Wallace Wolodarsky, John Swartzwelder, Edgar Allan Poe e Sam Simon | 25 de outubro de 1990   | 7F04               | 14,6                   |
| Um especial do Dia das Bruxas que é dividido em três curtas histórias: A Casa do Pesadelo - Nesta paródia do filme A Hora do Pesadelo, a família Simpson se muda para uma nova casa, que é amaldiçoada. Os Malditos têm Fome - Os Simpsons são abduzidos por Kang e Kodos, que planejam levá-los para o planeta deles, mas Lisa desconfia das suas intenções. O Corvo - Uma sátira do poema de Edgar Allan Poe "O Corvo". Convidado: James Earl Jones. |    |                                                         |                                          |                                                                               |                         |                    |                        |
| 17 | 4  | "Two Cars in Every Garage and Three Eyes on Every Fish" | Wes Archer                               | Sam Simon e John Swartzwelder                                                 | 1 de novembro de 1990   | 7F01               | 14,7                   |
| Após Bart ter apanhado um peixe de três olhos num rio perto da Usina Nuclear de Springfield, a Usina é inspecionada e são descobertas 342 infrações, que custariam 56 milhões de dólares a serem resolvidas. Para evitar que sua Usina seja fechada, Sr. Burns decide concorrer a Governador. Depois de uma intensa campanha, é decidido que o Sr. Burns irá jantar com um de seus funcionários na véspera do dia de eleições. Homer é escolhido, para desagrado de Marge. Marge serve o peixe de três olhos ao Sr. Burns para jantar. Ele não consegue comê-lo e como tal, perde as eleições. |    |                                                         |                                          |                                                                               |                         |                    |                        |
| 18 | 5  | "Dancin’ Homer"                                         | Mark Kirkland                            | Ken Levine e David Isaacs                                                     | 8 de novembro de 1990   | 7F05               | 14,0                   |
| Homer anima a multidão em um jogo do time de basebol de um time local, e é escolhido para ser o novo mascote do time. Ele torna-se imediatamente uma atração popular e o time começa uma jornada de vitórias. Como resultado, Homer atrai a atenção de um time ainda maior: o Capital City. Os Simpsons se mudam para Capital City, mas Homer não consegue animar a multidão e volta para Springfield. Convidados: Tom Poston e Tony Bennett. |    |                                                         |                                          |                                                                               |                         |                    |                        |
| 19 | 6  | "Dead Putting Society"                                  | Rich Moore                               | Jeff Martin                                                                   | 15 de novembro de 1990  | 7F08               | 13,3                   |
| Ned Flanders convida Homer para tomar uma cerveja. Percebendo a simpatia de Ned, Homer fica com inveja. Um dia, enquanto jogam mini-golfe, Bart e o filho de Flanders, Todd Flanders, decidem entar em um torneio de mini-golfe. Homer acredita que Bart irá ganhar e faz uma aposta com Ned em que o pai do garoto que perder terá que cortar a grama do vizinho. No dia do torneio, Bart e Todd chegam à final mas decidem não jogar, fazendo com que Homer e Flanders cumpram a promessa. |    |                                                         |                                          |                                                                               |                         |                    |                        |
| 20 | 7  | "Bart vs. Thanksgiving"                                 | David Silverman                          | George Meyer                                                                  | 22 de novembro de 1990  | 7F07               | 10,0                   |
| No Dia de Ação de Graças, Lisa faz um centro de mesa, que é destruído por Bart. Marge tenta fazer com que Bart peça desculpas, mas ele se recusa e é mandado para o seu quarto. Bart foge de casa, mas depois acaba por voltar, subindo no telhado de casa, onde ouve Lisa chorando. Ele pede desculpas e a família desfruta alegremente de uma refeição de restos. |    |                                                         |                                          |                                                                               |                         |                    |                        |
| 21 | 8  | "Bart the Daredevil"                                    | Wes Archer                               | Jay Kogen e Wallace Wolodarsky                                                | 6 de dezembro de 1990,  | 7F06               | ASD                    |
| Nesta paródia das revistas em quadrinhos do Demolidor, Os Simpsons vão numa competição de carros de rally, na qual se apresenta o temerário Lance Murdock. Bart fica encantado com as acrobacias de Murdock, e decide treiná-las em seu skate. Na primeira tentativa, Bart se machuca mas, apesar do esforço da família e do Dr. Hibbert, ele continua treinando. Bart aperfeiçoa suas manobras até decidir pular a Garganta de Springfield. No entanto, Homer toma conhecimento de seu plano e pede-lhe que prometa não pular. Contudo, ele quebra sua promessa e vai em direção à Garganta, mas Homer consegue impedi-lo de pular o precipício, e faz com que Bart lhe prometa que vai deixar de ser um temerário. |    |                                                         |                                          |                                                                               |                         |                    |                        |
| 22 | 9  | "Itchy & Scratchy & Marge"                              | Jim Reardon                              | John Swartzwelder                                                             | 20 de dezembro de 1990  | 7F09               | 12,0                   |
| Maggie tenta atacar Homer, e Marge associa o comportamento agressivo da bebê ao desenho Comichão e Coçadinha, o que a leva a formar campanhas contra o programa, conseguindo fazer com que os argumentistas o tornem menos violento. Enquanto isso, a escultura David, de Michelangelo, está em digressão pelo país, e os membros da organização de Marge tentam impedir que a estátua chege a Springfield. No entanto, Marge confessa que gosta da estátua e percebe que está errado censurar um tipo de arte mas não censurar outra, e desiste de sua campanha anti-violência. Participação especial: Alex Rocco. |    |                                                         |                                          |                                                                               |                         |                    |                        |
| 23 | 10 | "Bart Gets Hit by a Car"                                | Mark Kirkland                            | John Swartzwelder                                                             | 10 de janeiro de 1991   | 7F10               | 13,5                   |
| Bart está andando de skate quando é atingido pelo carro do Sr. Burns. Um advogado chamado Lionel Hutz sugere que os Simpsons o processem. Homer aceita, e juntamente com Hutz divulga e distorce a história, dizendo que Bart que machucou sério. No entanto, para evitar os tribunais, Burns e Homer decidem fazer um acordo de 500 mil dólares, mas na hora de fechar o negócio, Burns percebe que Bart estava fingindo estar machucado, o que leva a um julgamento. Marge é chamada a testemunhar e, como não consegue mentir, acaba dizendo que Bart estava mentindo, e os Simpsons voltam para casa com as mãos vazias. Participação especial: Phil Hartman. |    |                                                         |                                          |                                                                               |                         |                    |                        |
| 24 | 11 | "One Fish, Two Fish, Blowfish, Blue Fish"               | Wes Archer                               | Nell Scovell                                                                  | 24 de janeiro de 1991   | 7F11               | 13,0                   |
| Os Simpsons vão a um recém-inaugurado sushi bar, e Homer decide experimentar um peixe chamado Baiacu, que pode ser venenoso, se não for cortado da maneira correta. O Baiacu de Homer é mal cortado, e ele é levado para o hospital, onde Dr. Hibbert lhe diz que ele tem apenas mais 22 horas de vida. Então Homer faz uma lista de coisas que gostaria de fazer antes de morrer, e passa o resto do dia com seu pai e conversando com as crianças. No final aceita seu destino, porém seu Baiacu não estava envenenado e ele acaba sobrevivendo. Participações especiais: Larry King e George Takei. |    |                                                         |                                          |                                                                               |                         |                    |                        |
| 25 | 12 | "The Way We Was"                                        | David Silverman                          | Al Jean, Mike Reiss e Sam Simon                                               | 31 de janeiro de 1991   | 7F12               | 14,5                   |
| Após a TV ter quebrado, Marge conta como ela e Homer se conheceram no colégio, em 1974. Os dois se conheceram quando foram castigados e enviados para uma sala, e Homer tentou imediatamente fazer de Marge seu par para o baile de finalistas. Inicialmente ela aceita, porém acaba indo com Artie Ziff. No final, ela se arrepende de ter ido com ele e diz ter se apaixonado por Homer. Participação especial: Jon Lovitz. |    |                                                         |                                          |                                                                               |                         |                    |                        |
| 26 | 13 | "Homer vs. Lisa and the 8th Commandment"                | Rich Moore                               | Steve Pepoon                                                                  | 7 de fevereiro de 1991  | 7F13               | 14,0                   |
| Lisa teme que Homer vá para o inferno por ter violado o Oitavo Mandamento, pois ele fez uma ligação clandestina da TV à cabo. Homer começa a chamar todos seus amigos para assistir as lutas, deixando Lisa mais inconformada ainda. No fim Lisa tenta convencer Homer dizendo que o que ele fez é errado. Participação especial: Phil Hartman. |    |                                                         |                                          |                                                                               |                         |                    |                        |
| 27 | 14 | "Principal Charming"                                    | Mark Kirkland                            | David M. Stern                                                                | 14 de fevereiro de 1991 | 7F15               | 13,0                   |
| Marge e Homer tentam encontrar um marido para tia Selma. Decidem tentar com o diretor Skinner, mas por engano ele se apaixona pela tia Patty, deixando Selma mais deprimida ainda. Participação especial: Marcia Wallace. |    |                                                         |                                          |                                                                               |                         |                    |                        |
| 28 | 15 | "Oh Brother, Where Art Thou?"                           | Wes Archer                               | Jeff Martin                                                                   | 21 de fevereiro de 1991 | 7F16               | 14,1                   |
| Homer descobre que tem um irmão, chamado Herb Powell, que é um rico proprietário de uma empresa de carros. Herb resolve contratar Homer para projetar um carro para pessoas simples, mas o projeto de Homer é tão desastroso que leva a firma de Herb à falência. Participação especial: Danny DeVito. |    |                                                         |                                          |                                                                               |                         |                    |                        |
| 29 | 16 | "Bart's Dog Gets an F"                                  | Jim Reardon                              | Jon Vitti                                                                     | 7 de março de 1991      | 7F14               | 13,0                   |
| Os Simpsons perdem a paciência com o Ajudante de Papai Noel, pois ele destrói tudo que vê pela frente. Eles resolvem então colocá-lo num treinamento de obediência, onde ele é treinado com a ajuda de Bart. No fim ele passa nos testes e entra na Faculdade Canina. Participações especiais: Phil Hartman e Tracey Ullman. |    |                                                         |                                          |                                                                               |                         |                    |                        |
| 30 | 17 | "Old Money"                                             | David Silverman                          | Jay Kogen e Wallace Wolodarsky                                                | 28 de março de 1991     | 7F17               | 11,0                   |
| O vovô Simpson se apaixona por Bea, mas ela acaba morrendo e deixa uma fortuna de 100 mil dólares para ele. Quando ele decide doar o dinheiro para alguém, todos da cidade tentam dar um motivo para receber o dinheiro. Participações especiais: Audrey Meadows, Phil Hartman e Marcia Wallace. |    |                                                         |                                          |                                                                               |                         |                    |                        |
| 31 | 18 | "Brush with Greatness"                                  | Jim Reardon                              | Brian K. Roberts                                                              | 11 de abril de 1991     | 7F18               | 11,0                   |
| Marge se inscreve em uma aula de pintura na Faculdade Municipal de Springfield, onde aprimora suas qualidades para ingressar na Feira de Arte de Springfield. Como ela acaba ganhando o concurso, o Sr. Burns pede para Marge fazer um retrato dele pelado. Participação especial: Jon Lovitz e Ringo Starr. |    |                                                         |                                          |                                                                               |                         |                    |                        |
| 32 | 19 | "Lisa's Substitute"                                     | Rich Moore                               | Jon Vitti                                                                     | 25 de abril de 1991     | 7F19               | 10,0                   |
| Lisa acha o método de dar aula do Professor Bergstrom incrível. Mas sua alegria dura pouco tempo, pois ele é um professor substituto. Quando a Srta. Hoover volta a dar aula, Lisa fica deprimida, pois achava o Sr. Bergstrom o melhor professor que já teve. Participações especiais: Dustin Hoffman e Marcia Wallace. |    |                                                         |                                          |                                                                               |                         |                    |                        |
| 33 | 20 | "The War of the Simpsons"                               | Mark Kirkland                            | John Swartzwelder                                                             | 2 de maio de 1991       | 7F20               | 10,8                   |
| Após Homer humilhar Marge em uma festa que deram para seus amigos, eles acabam brigando. Resolvem então passar o fim de semana em um retiro para casais no lago Catfish. Mas enquanto Marge está determinada a salvar seu casamento, Homer está mais preocupado em pegar General Sherman, o maior peixe-gato que vive no lago. |    |                                                         |                                          |                                                                               |                         |                    |                        |
| 34 | 21 | "Three Men and a Comic Book"                            | Wes Archer                               | Jeff Martin                                                                   | 9 de maio de 1991       | 7F21               | 12,0                   |
| Bart, Milhouse e Martin fazem uma vaquinha e compram a primeira edição de Radioactive Man. O problema é que os três estão tão vidrados na revista, que acabam brigando para ver quem ficaria com a revista e por quanto tempo. Só que esta briga acaba colocando em risco a própria revista. Participações especiais: Cloris Leachman e Daniel Stern. |    |                                                         |                                          |                                                                               |                         |                    |                        |
| 35 | 22 | "Blood Feud"                                            | David Silverman                          | George Meyer                                                                  | 11 de julho de 1991     | 7F22               | 9,5                    |
| O Sr. Burns fica doente e para sobreviver precisa de um tipo especial de sangue, que é justamente o mesmo tipo de sangue de Bart. Pensando na "recompensa" que poderia ganhar, Homer convence Bart a fazer a doação. Só que ao invés de Burns dar a tão sonhada recompensa, escreve apenas uma carta de agradecimento, deixando Homer irado. |    |                                                         |                                          |                                                                               |                         |                    |                        |

## Lançamento em DVD
A BOX da segunda temporada foi lançada pela 20th Century Fox nos Estados Unidos e Canadá em 6 de agosto de 2002, onze anos após ter sido transmitida na televisão. Tal como cada episódio da temporada, os DVDs contêm extras incluindo comentários para cada episódio.
| The Complete Second Season | | | |
| Detalhes | Detalhes | Detalhes | Extras |
| - 22 episódios - Set de 4 discos - Formato 4:3 - Idiomas: - Inglês (Dolby Digital 5.1, com legendas) - Espanhol (Dolby Digital 2.0 Surround, com legendas) - Francês (Dolby Digital 2.0 Surround) | - 22 episódios - Set de 4 discos - Formato 4:3 - Idiomas: - Inglês (Dolby Digital 5.1, com legendas) - Espanhol (Dolby Digital 2.0 Surround, com legendas) - Francês (Dolby Digital 2.0 Surround) | - 22 episódios - Set de 4 discos - Formato 4:3 - Idiomas: - Inglês (Dolby Digital 5.1, com legendas) - Espanhol (Dolby Digital 2.0 Surround, com legendas) - Francês (Dolby Digital 2.0 Surround) | - Comentários opcionais para todos os episódios - Entrevista com James L. Brooks e Matt Groening - Bart no American Music Awards (com comentário) - The Simpsons apresentando o Emmy Awards - "Do The Bartman" videoclipe (com comentário) - "Deep, Deep Trouble" videoclipe (com comentário) - Featurette: "Creation of an Episode" ("Criação de um Episódio") - Clipes em idiomas estrangeiros - Comerciais Butterfinger - Galeria (cartas de Barbara Bush, animações, capas de revista) - Primeiros sketches |
| Datas de Lançamento | | | - Comentários opcionais para todos os episódios - Entrevista com James L. Brooks e Matt Groening - Bart no American Music Awards (com comentário) - The Simpsons apresentando o Emmy Awards - "Do The Bartman" videoclipe (com comentário) - "Deep, Deep Trouble" videoclipe (com comentário) - Featurette: "Creation of an Episode" ("Criação de um Episódio") - Clipes em idiomas estrangeiros - Comerciais Butterfinger - Galeria (cartas de Barbara Bush, animações, capas de revista) - Primeiros sketches |
| Região 1 | Região 2 | Região 4 | - Comentários opcionais para todos os episódios - Entrevista com James L. Brooks e Matt Groening - Bart no American Music Awards (com comentário) - The Simpsons apresentando o Emmy Awards - "Do The Bartman" videoclipe (com comentário) - "Deep, Deep Trouble" videoclipe (com comentário) - Featurette: "Creation of an Episode" ("Criação de um Episódio") - Clipes em idiomas estrangeiros - Comerciais Butterfinger - Galeria (cartas de Barbara Bush, animações, capas de revista) - Primeiros sketches |
| 6 de agosto de 2002 | 8 de julho de 2002 | Setembro de 2002 | - Comentários opcionais para todos os episódios - Entrevista com James L. Brooks e Matt Groening - Bart no American Music Awards (com comentário) - The Simpsons apresentando o Emmy Awards - "Do The Bartman" videoclipe (com comentário) - "Deep, Deep Trouble" videoclipe (com comentário) - Featurette: "Creation of an Episode" ("Criação de um Episódio") - Clipes em idiomas estrangeiros - Comerciais Butterfinger - Galeria (cartas de Barbara Bush, animações, capas de revista) - Primeiros sketches |